# Alármala de tos
«Alármala de tos» es una exitosa canción interpretada por la banda mexicana de rock latino y folk Botellita de Jerez, que está incluida en su álbum de estudio, titulado del mismo nombre lanzado en dicho disco por la dupla discográfica Karussell, PolyDor en 1984.

## Antecedentes
La canción fue escrita por el vocalista M. Ojeda, y narra la cruda vida de Lola, una mujer que sufre múltiples abusos y violencia en su entorno, con esto haciendo referencia a la violencia de género contra la mujer en general.

## Versiones

### Versión de Café Tacvba
En 1996 la banda de rock alternativo Café Tacvba hizo cover de la canción para su álbum tributo Avalancha de éxitos que resultó ser también una versión muy popularizada por ellos, además la han interpretado junto con otros temas de este disco en el festival mexicano de Vive Latino.

### Otras versiones
En 2012 la banda yucateca A Go Go la regrabaron con Rubén Albarrán y Armando Vega Gil para el disco Naco es chido: La verdadera historia de Botellita de Jerez de ellos mismos.

## Lista de canciones

### CD - Promo
| Alármala de tos — Single |                   |          |  |
| N.º                      | Título            | Duración |  |
| 1.                       | «Alármala de tos» | 2:52     |  |

## Posiciones en las listas
| Listas                                     | Posición |
| ------------------------------------------ | -------- |
| Estados Unidos Billboard Latin Pop Airplay | 40       |

## Premios y nominaciones
| Año  | Publicación          | País          | Lista                                               | Puesto |
| ---- | -------------------- | ------------- | --------------------------------------------------- | ------ |
| 2006 | Alborde              | EUA           | 500 canciones del Rock Iberoamericano               | 55°    |
| 2009 | Rock en las Américas | Latinoamérica | Las 120 mejores canciones del rock hispanoamericano | 103°   |